# World Animal Protection
World Animal Protection före sommaren 2014 World Society for the Protection of Animals (WSPA) är en internationell djurskyddsorganisation. World Animal Protection bildades år 1981 då två tidigare organisationer slogs samman; World Federation for the Protection of Animals (WFPA) som bildades 1953 och International Society for the Protection of Animals (ISPA) som bildades 1959.
De leder ett nätverk bestående av 1030 andra organisationer världen över med en närvaro i över 150 länder. Egna kontor finns i 17 länder. World Animal Protection Sverige ligger i Stockholm och öppnade i september 2010. World Animal Protection arbetar för en värld "där djurvälfärd respekteras och djurmisshandel upphör".